# Radium
Radium är ett radioaktivt grundämne med atomnummer 88 och kemiskt tecken Ra, och tillhör gruppen alkaliska jordartsmetaller. Radium förekommer till liten del i uranmalmer därför att uran via ett antal steg sönderfaller till bly, och radium (226Ra) är ett av stegen. Radium sönderfaller genom alfastrålning till radon. Eftersom fler snabba sönderfall följer, uppstår även beta- och gammastrålning. Världsproduktionen av radium är idag relativt liten, cirka 30 gram per år.

## Egenskaper
Elementärt radium är en vitglänsande metall som anlöps i luft och reagerar under vätgasbildning med vatten och syror. På grund av det radioaktiva sönderfallet lyser radium och dess salter i mörker. Detta kan förstärkas med ett fosforescerande ämne, och har utnyttjats i klockor, kompasser m.m.
Man känner till 16 olika isotoper med masstal från 213 till 230 (ej 218 och 229) och halveringstider från bråkdelar av en sekund till 1 622 år (226Ra).
I naturen uppträder radium i likhet med övriga alkaliska jordartsmetaller som en tvåvärd jon, Ra2+. Kemiskt sett har radium därför stora likheter med framför allt barium.

## Användning
Radium har ganska få användningsområden idag eftersom dess radioaktiva egenskaper finns hos andra ämnen som är lättare att hantera eller säkrare, till exempel 60kobolt och 137cesium.
Förr i tiden användes radium (speciellt radiumklorid) till att göra självlysande klockvisare. Efter att flera klockvisarmålare hade dött i skelettcancer (se vidare Radiumflickorna) förbjöds denna användning. Radium användes på klockvisare till slutet av 1950-talet, men numera använder man tritium.
Snart efter upptäckten uppstod kvacksalveri där radiumhaltigt vatten med mera sades vara hälsobringande. Efter en tid erfor man att radioaktiv strålning är hälsovådlig, och katastrof undveks genom att radiumhalterna i själva verket var obetydliga. 
Blandat med beryllium eller bor används radium för att producera neutroner.

## Förekomst
Radium bildas som en sönderfallsprodukt av uran och finns därför i uranmalmer som pechblände. I ett ton pechblände finns cirka 0,5 g radium. Utvinningen är mycket tidskrävande och kostsam.

## Historia
Radium upptäcktes i form av radiumklorid av Marie Curie och Pierre Curie 1898. De framställde radiumföreningen ur pechblände. Metalliskt radium isolerades av Marie Curie och André-Louis Debierne 1910, genom elektrolys av radiumklorid.